# Hertme

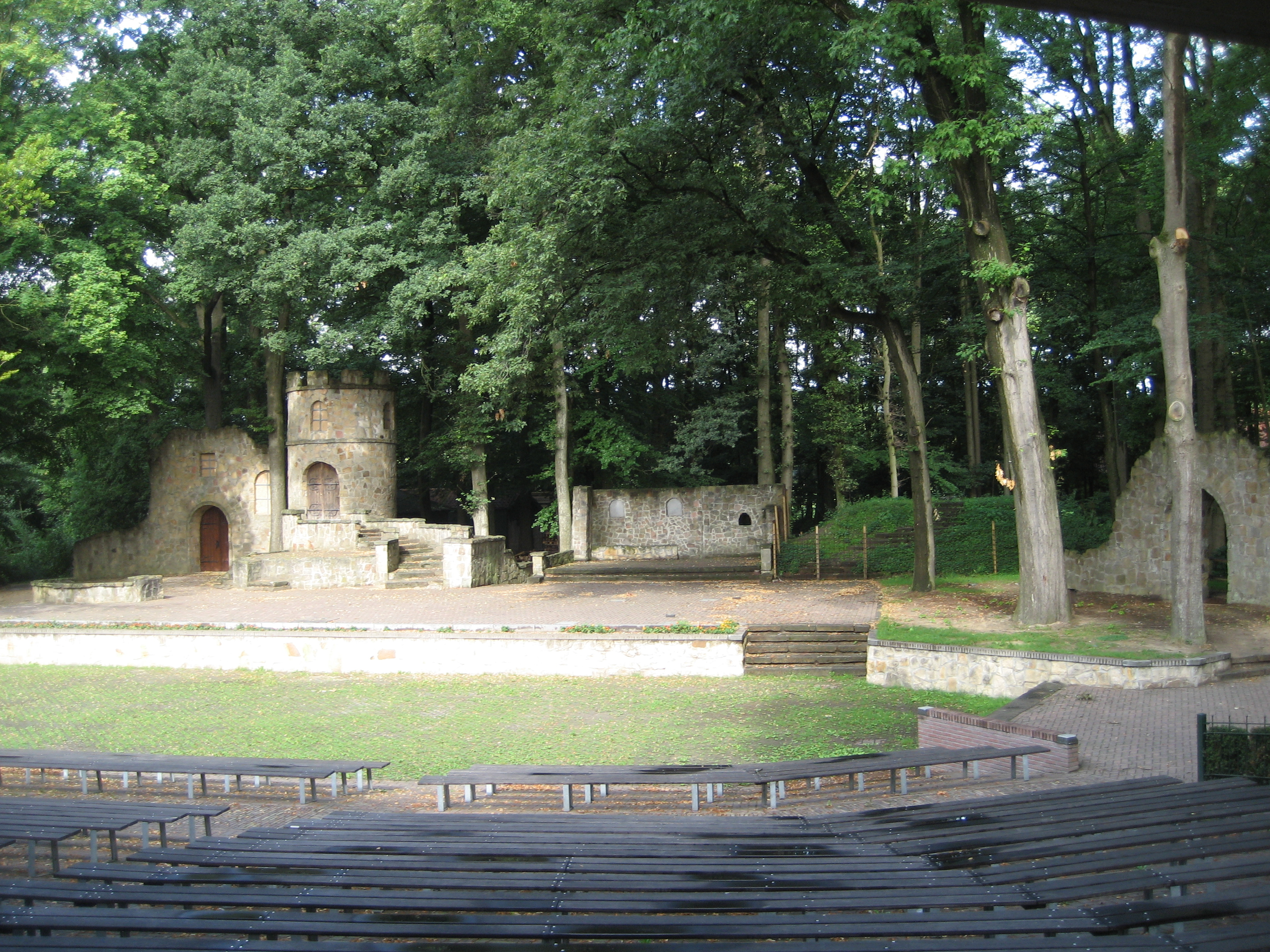
Freilufttheater

Hertme ist eine der drei Ortschaften der Gemeinde Borne in der niederländischen Provinz Overijssel. Es hat 570 Einwohner und liegt in einem Waldgebiet in der Region Twente, etwa sieben Kilometer nördlich von Hengelo.
Das Freilufttheater im Herzen von Hertme ist die Attraktion des Dorfes. Das Open-Air-Theater war von Mitte der 1950er bis Mitte der 1960er Jahre vor allem für die Passionsspiele Hertme bekannt, die in den 2010er Jahren wiederbelebt wurden. Das Afrika-Festival und die Metropool-Open-Air-Konzerte ziehen Tausende von Besuchern aus den Niederlanden und dem restlichen Europa an.
Im Ort befindet sich die neugotische Stephanuskirche.